# Elgg
Elgg är en ort och kommun i distriktet Winterthur i kantonen Zürich, Schweiz. Kommunen har 5 144 invånare (2023).
I kommunen finns även orterna Dickbuch och Hofstetten. Dessa orter låg tidigare i kommunen Hofstetten, som inkorporerades i Elgg den 1 januari 2018.